# Tudulinna
Die ehemalige Landgemeinde Tudulinna (Tudulinna vald) lag im südwestlichen Teil des estnischen Landkreises Ida-Viru im Nordosten Estlands. Im Zuge der Gemeindereform 2017 wurde sie mit vier weiteren Landgemeinden zur Landgemeinde Alutaguse zusammengefasst.

## Beschreibung
Die Landgemeinde Tudulinna hatte 605 Einwohner (2010). Sie war damit die Landgemeinde des Landkreises Ida-Viru mit der geringsten Bevölkerung.
Die Fläche der Landgemeinde betrug 269,38 km².
68 % des Gemeindegebiets waren von Wald bedeckt, 20 % von Mooren oder Bächen. Im Süden grenzte die Landgemeinde an den größten See Estlands, den Peipussee (Peipsi järv).

## Ortschaften
Neben dem Hauptort Tudulinna bestand die Landgemeinde aus den Dörfern Kellassaare, Lemmaku, Oonurme, Peressaare, Pikati, Rannapungerja, Roostoja, Sahargu und Tagajõe.